# Wieczorni goście
Wieczorni goście (Les visiteurs du soir) – francuski film fantasy z 1942 roku w reżyserii Marcela Carné. Zrealizowany podczas nazistowskiej okupacji Francji film Carné, utrzymany w konwencji baśniowej, opowiada losy dwojga bardów – Gilles’a (Alain Cuny) oraz androgyna Dominique (Arletty), którzy wpraszają się na bal z udziałem córki barona Hugues'a, Anne, oraz jej narzeczonego Renauda. Zatrzymując czas i uwodząc każdego z młodych kochanków, para przybyszy łamie pakt z diabłem (Jules Berry), który dał im moc magiczną pod warunkiem, że nie użyją jej do uwiedzenia innej osoby.
Wieczorni goście spotkali się ze sporym zainteresowaniem za granicą. „Variety” chwaliło przede wszystkim demoniczną rolę Berry’ego, podczas gdy Jonathan Rosenbaum z „Chicago Readera” po latach doceniał „pamiętny wygląd i atmosferę”, zapowiadającą pojawienie się filmu Zeszłego roku w Marienbadzie Alaina Resnais'go.